# Windom (Texas)
Windom é uma cidade  localizada no estado norte-americano do Texas, no Condado de Fannin.

## Demografia
Segundo o censo norte-americano de 2000, a sua população era de 245 habitantes.
Em 2006, foi estimada uma população de 258, um aumento de 13 (5.3%).

## Geografia
De acordo com o United States Census Bureau tem uma área de
1,4 km², dos quais 1,4 km² cobertos por terra e 0,0 km² cobertos por água.

## Localidades na vizinhança
O diagrama seguinte representa as localidades num raio de 20 km ao redor de Windom.